# Аргентина на летних Олимпийских играх 1988
Аргентина принимала участие в Летних Олимпийских играх 1988 года в Сеуле (Республика Корея) в шестнадцатый раз за свою историю, и завоевала одну серебряную и одну бронзовую медали. Сборную страны представляли 118 спортсменов: 93 мужчины и 25 женщин, которые выступали в 18 видах спорта.

## 02!Серебро
- Теннис, женщины — Габриела Сабатини.

## 03!Бронза
- Волейбол, мужчины.

## Результаты соревнований

### Академическая гребля
В следующий раунд из каждого заезда проходили несколько лучших экипажей (в зависимости от дисциплины). В финал A выходили 6 сильнейших экипажей, ещё 6 экипажей, выбывших в полуфинале, распределяли места в малом финале B.
Мужчины
| Соревнование | Спортсмены                  | Предварительный заезд | Предварительный заезд | Предварительный заезд | Отборочный заезд | Отборочный заезд | Отборочный заезд | Полуфинал             | Полуфинал             | Полуфинал             | Финал                 | Финал                 | Итоговое место        |                       |
| Соревнование | Спортсмены                  | Заезд                 | Время                 | Место                 | Заезд            | Время            | Место            | Заезд                 | Время                 | Место                 | Время                 | Место                 | Итоговое место        |                       |
| ------------ | --------------------------- | --------------------- | --------------------- | --------------------- | ---------------- | ---------------- | ---------------- | --------------------- | --------------------- | --------------------- | --------------------- | --------------------- | --------------------- | --------------------- |
| двойки       | Клаудио Агила Дануэль Скури | 3                     | 6:59,05               | 5                     | 3                | 7:06,57          | 4                | завершили выступление | завершили выступление | завершили выступление | завершили выступление | завершили выступление | завершили выступление | завершили выступление |